# Nadia Guimendego
Nadia Matchiko Guimendego (geb. 27. April 1997 in Nantes, Frankreich) ist eine zentralafrikanische Judoka. Sie trat bei den Olympischen Sommerspielen 2024 in Paris an.

## Leben
Guimendego wurde am 27. April 1997 in Nantes geboren. Ihre Eltern sind beide Zentralafrikaner. Im Jahr 2024 arbeitet sie als Koordinatorin des Gemeinschaftslebens im Maison des Confluences in Nantes.

## Sport

### Anfänge
Guimendego begann im Alter von vier Jahren mit dem Judo, als sie dem Batignolles-Club beitrat. Anschließend trat sie dem Judoclub Pôle Espoirs bei und zog mit 14 Jahren nach Pôle in Orléans. Im Oktober 2014 erlitt sie eine Knieverletzung, die sie bis November 2015 daran hinderte, an Judowettkämpfen teilzunehmen. Im März 2016 nahm sie für den Dojo Nantais dann wieder an den Judo-Wettkämpfen der 1st Division teil.

### Zentralafrikanische Republik
2020 entschied sich Guimendego, in internationalen Judo-Wettkämpfen für die Zentralafrikanische Republik anzutreten; wobei sie zunächst für Frankreich antreten wollte. 2021 nahm sie dann erstmals als Vertreterin der Zentralafrikanischen Republik an einem internationalen Wettbewerb teil. Im Jahr 2022 gewann sie eine Goldmedaille bei der Senior African Judo Championship in Oran und eine Bronzemedaille bei den Dakar Open 2022. Sie gewann eine Goldmedaille und eine Silbermedaille in der 63-kg-Kategorie bei den Tunis Open 2023 und den Algier Open. Darüber hinaus nahm sie auch an den Judo-Weltmeisterschaften 2023 teil und gewann eine Silbermedaille bei den Montreal Open 2023.
Bei den Afrikaspielen 2023 in Accra gewann sie eine Bronzemedaille. Im Finale der Afrikameisterschaften 2024 unterlag sie gegen Amina Belkadi aus Algerien und gewann eine Silbermedaille. Darüber hinaus gewann sie auch die Goldmedaille bei den Luanda Open 2024. Guimendego qualifizierte sich für die Olympischen Sommerspiele 2024, nachdem sie genügend Punkte gesammelt hatte. Im Halbmittelgewicht unterlag sie gegen die Kroatin Katarina Krišto in der ersten Runde und kam damit auf Rang 32.
Sie diente auch als Fahnenträgerin der zentralafrikanischen Mannschaft bei der Eröffnungszeremonie.